# Mucropetraliella serrata
Mucropetraliella serrata is een mosdiertjessoort uit de familie van de Petraliellidae. De wetenschappelijke naam van de soort is voor het eerst geldig gepubliceerd in 1926 door Livingstone.